# Braunberg (Mühlviertel)
Der Braunberg ist ein 912 m ü. A. hoher Berg im oberösterreichischen Mühlviertel. Der Gipfel befindet sich im Gemeindegebiet von St. Oswald bei Freistadt. Etwas westlich des Gipfels, auf einer Höhe von 902 m ü. A. liegt die Braunberghütte im Gemeindegebiet von Lasberg. Sie ist die einzige bewirtschaftete Alpenvereinshütte des Mühlviertels. Jährlich finden auf dem Braunberg verschiedene Veranstaltungen statt, darunter etwa Open-Air-Kinos.